# Azeban
Azeban, Azeban, rakun, životinja je prevarant iz sjevernoameričkih plemena Abenaki i Penobscot. Njegovi podvizi su nestašni, smiješni i prilično trivijalni. Azeban je glavni lik mnogih priča namijenjenih djeci. Često se ponaša glupo ili stvara probleme drugima, ali za razliku od životinjskih prevaranata u nekim drugim plemenima, Azeban nije opasan niti zlonamjeran.